# Артур Галстон
Артур В. Галстон (21 квітня 1920 — 15 червня 2008) — американський фізіолог рослин і біоетик. Як рослинний біолог Галстон вивчав рослинні гормони та вплив світла на розвиток рослин, зокрема фототропізм. Він визначив рибофлавін та інші флавіни як так звані фототропіни, фоторецепторні білки для фототропізму (згинання рослин до світла), кидаючи виклик панівному поглядові на каротиноїди.
Бувши аспірантом у 1943 році, Галстон вивчав використання 2,3,5-трийодобензойної кислоти (TIBA) для стимулювання цвітіння сої та зазначив, що високі концентрації мають дефоліантний ефект. Британські та американські військові пізніше розробили TIBA в Агент Оранж, який широко використовувався в Малайї та В’єтнамі. Галстон став біоетиком і виступив проти такого використання науки. Як голова відділу ботаніки Єльського університету, етичні заперечення роботи Галстона змусили президента Ніксона припинити використання агента Orange.

## Вибрані публікації
- Galston, Arthur W.; Bonner, James C. (1952). Principles of Plant Physiology. San Francisco and London: W. H. Freeman & Co. Ltd., reprinted 1959.
- Galston, Arthur W.; Davies, Peter J.; Satter, Ruth L. (1961). The life of the green plant. Englewood Cliffs, N.J.: Prentice-Hall., reprinted 1964, 1968 (as The green plant), 1980, 1990, 1994, 1998.
- Galston, Arthur W.; Davies, Peter J. (1970). Control mechanisms in plant development. Englewood Cliffs N.J: Prentice-Hall. ISBN 9780131718012.
- Galston, Arthur W.; Savage, Jean S. (1973). Daily life in people's China. New York: Crowell. ISBN 9780690231403.; reprinted as Galston, Arthur W. (1981). Green wisdom. New York: Basic Books. ISBN 978-0465027125.
- Galston, Arthur W.; Smith, Terence A., ред. (1985). Polyamines in plants. Dordrecht, Netherlands: M. Nijhoff/W. Junk. ISBN 9789024732456.
- Galston, Arthur W. (1994). Life processes of plants. New York: Scientific American Library. ISBN 978-0716750444.
- Galston, Arthur W.; Shurr, Emily G., ред. (2001). New Dimensions in Bioethics Science, Ethics and the Formulation of Public Policy. Boston, MA: Springer US. ISBN 978-1-4615-1591-3.
- Galston, Arthur W. (2005). Expanding Horizons in Bioethics. New York: Springer. ISBN 978-1402030611.